# John Barth

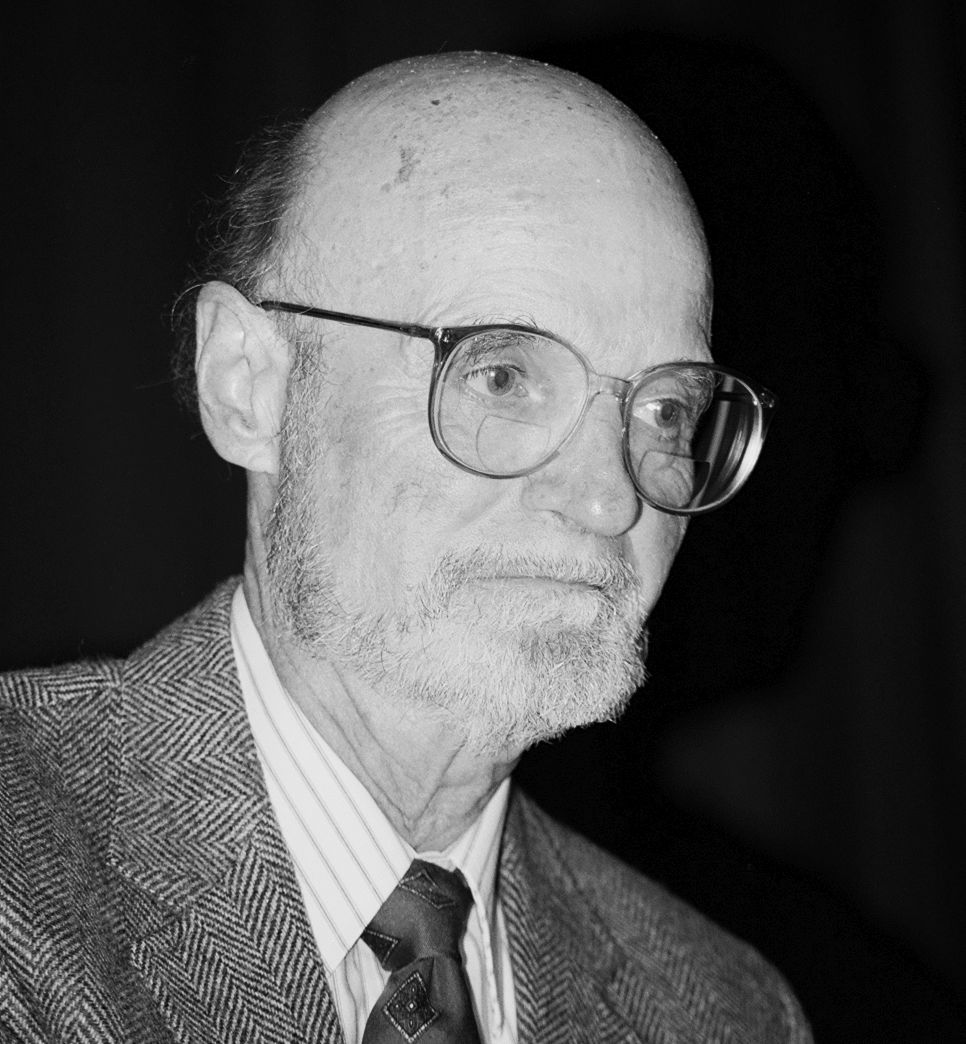
John Barth (1995)

John Simmons Barth (* 27. Mai 1930 in Cambridge, Maryland; † 2. April 2024 in Bonita Springs, Florida) war ein US-amerikanischer Schriftsteller. Er war bekannt für den postmodernen Einsatz metafiktionaler Elemente.

## Leben
Barth studierte kurzzeitig elementare Musiktheorie und fortgeschrittene Orchestrierung an der Juilliard-Schule, bevor er an die Johns Hopkins University in Baltimore wechselte, die ihm ein Stipendium anbot. Dort machte er 1951 den Bachelor-Abschluss (B.A.) in Kreativem Schreiben und 1952 den Master of Arts (M.A.). Für diesen verfasste er seine Abschlussarbeit The Shirt of Nessus. 1951 heiratete Barth und wurde in der Folgezeit Vater von einer Tochter und zwei Söhnen. Nach dem Masterabschluss lehrte er als Junior Instructor an der Johns Hopkins University und begann an einer Dissertation über die Ästhetik der Literatur zu arbeiten, gab den Plan einer Promotion aber aus finanziellen Gründen auf.
Barth war von 1953 bis 1965 Instructor und später Associate Professor für Englisch an der Penn State University, 1965 bis 1973 Professor für Englisch an der University at Buffalo, 1972/73 Gastprofessor an der Boston University, und schließlich lehrte er bis 1995 als Professor für Englisch und Kreatives Schreiben an der Johns Hopkins University, ehe er emeritiert wurde.

## Literarisches Werk
Barth begann seine schriftstellerische Laufbahn mit den Romanen The Floating Opera und The End of the Road. Es handelt sich dabei um konventionell geradlinig erzählte Geschichten zu den Themen Identität, Selbstmord und Abtreibung, zu denen Barth später nonchalant anmerkte: they „didn’t know they were novels“.
The Sot-Weed Factor (dt.: Der Tabakhändler) gilt als bahnbrechendes Werk in der Literaturgeschichte. Es handelt sich um ein 800 Seiten starkes Pseudo-Epos aus der Kolonialzeit Marylands, dessen Protagonist Ebenezer Cooke als Ebenezer Cook tatsächlich ein gefeierter Dichter war und ein Gedicht gleichen Titels veröffentlicht hat. Das Werk besteht aus einem Konglomerat lose zusammenhängender Teile, mit Abschweifungen, Einwürfen, Geschichten innerhalb von Geschichten und Listen (wie ein längerer Austausch beleidigender vulgärer Ausdrücke zweier Prostituierter). Der fiktive Ebenezer Cooke – mehrfach als „Poet und Unberührter“ (poet and virgin) beschrieben – ist ein unschuldig durchs Leben gehender Mann, der sich zum Ziel gesetzt hat, ein heroisches Epos zu schreiben, und schließlich desillusioniert feststellt, dass daraus eine beißende Satire geworden ist.
Der folgende Roman Barths, Giles Goat-Boy, ist von vergleichbarem Umfang. Hier wird der Standesdünkel der Universität aufs Korn genommen, die sich als das Universum selbst betrachtet. Es geht um eine Gestalt, halb Mensch, halb Ziege, die im Laufe der Handlung ihre Humanität erkennt und zum „Heiland“ in einer Universität wird. John Barth gibt vor, den Text als computerlesbares Magnetband erhalten zu haben. Giles löst im Verlauf der Geschichte alle Aufgaben, die bereits bei Joseph Campbell in The Hero with a Thousand Faces beschrieben sind.
Die folgenden Werke,  Lost in the Funhouse und Chimera, waren noch mehr auf Metafiktion ausgerichtet und schieben den Prozess des Schreibens in den Vordergrund der Handlung. In der Titelgeschichte von Lost in the Funhouse, die die Initiation eines Dreizehnjährigen in die Realität der Erwachsenen als Gang durch eine Geisterbahn oder einen Irrgarten beschreibt, vermischen sich die Perspektiven der Hauptperson, ihres Tuns, ihrer Träume und Reflexionen mit den Reflexionen und Träumen des Erzählers sowie seinen Reflexionen über die Reflexionen der Hauptperson bis zu Ununterscheidbarkeit. Zudem verschieben sich permanent die Zeitebenen.
1970 wurde Barths Roman The End of the Road von Regisseur Aram Avakian als Filmdrama prominent mit Stacy Keach, Harris Yulin und James Earl Jones verfilmt. Der Film Der Weg in den Abgrund gewann den Goldenen Leopard Award des Locarno Film Festivals.
Wegen des häufigen Gebrauchs phantastischer Elemente in seinen Werken, zum Beispiel in Giles Goat-Boy oder The Last Voyage of Somebody the Sailor, erscheint Barth auch in einschlägiger Literatur, beispielsweise der Encyclopedia of Science Fiction.

## Auszeichnungen
- 1973: National Book Award für Belletristik für den Roman Chimera, zusammen mit Augustus von John Williams
- 1974: Aufnahme in die American Academy of Arts and Sciences

## Werke

### Prosa
- The Floating Opera (1957), it. L’opera galleggiante (1996), dt. Die schwimmende Oper (2001)
- The End of the Road (1958), dt. Ich bin Jake Horner, glaube ich (1983), neu übersetzt als Tage ohne Wetter (2002)
- The Sot-Weed Factor (1960), dt. Der Tabakhändler
- Giles Goat-Boy, or, The Revised New Syllabus (1966)
- Lost in the Funhouse: Fiction for Print, Tape, Live Voice (Geschichten) (1968)
- Chimera (drei zusammenhängende Geschichten) (1972)
- LETTERS: A Novel (1979)
- Sabbatical: A Romance (1982)
- The Tidewater Tales: A Novel (1987)
- The Last Voyage of Somebody the Sailor (1991)
- Once upon a Time: A Floating Opera (autobiografischer Roman) (1994)
- On with the Story (Geschichten) (1996)
- Coming Soon!!!: A Narrative (2001)
- The Book of Ten Nights and a Night: Eleven Stories (2004)
- Where Three Roads Meet: Novellas (drei zusammenhängende Geschichten) (2005)
- Every Third Thought: A Novel in Five Seasons (2011)

### Sachliteratur
- The Friday Book (1984)
- Further Fridays (1995)